# Nate Silver
Nathaniel Read “Nate” Silver (East Lansing, 13 gennaio 1978) è uno statistico, giornalista, sondaggista e psefologo statunitense.

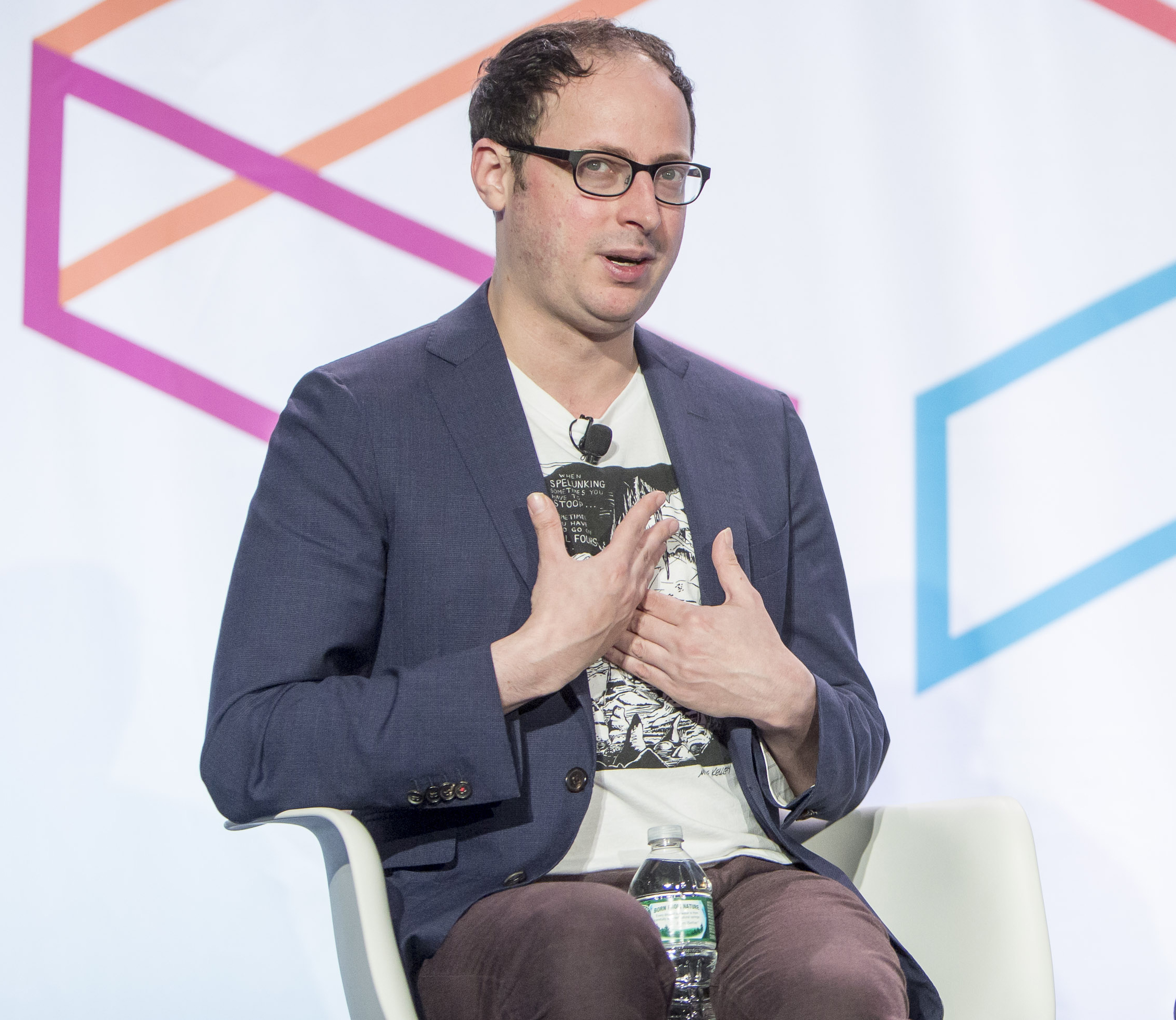
Nate Silver nel 2015

Silver è il creatore e principale autore dei contenuti del blog FiveThirtyEight, dedicato all'analisi, dal punto di vista statistico, di eventi di cronaca, di sport e di politica. Durante le elezioni presidenziali statunitensi del 2008, le sue previsioni elettorali si rivelarono corrette in 49 dei 50 stati della nazione. Quattro anni più tardi, nella competizione presidenziale del 2012, le sue anticipazioni si rivelarono corrette in ogni stato dell'Unione, oltre che nel Distretto di Columbia.

## Biografia
Nathaniel Read Silver nacque ad East Lansing, nel Michigan, il 13 gennaio 1978. È figlio di Sally Thrun, un'attivista della loro comunità, e di Brian David Silver, che fu preside della facoltà di Scienze politiche della State University of Michigan. Il ramo famigliare materno di Silver ha origini inglesi e tedesche e include illustri personalità, sia uomini che donne, tra cui il bisnonno materno, Harmon Lewis, che fu presidente dell'Alcoa Steamship Company, Inc. Silver, per le sue discendenze, descrive se stesso come "mezzo ebreo".

### Il baseball e PECOTA
Fin da piccolo ebbe la passione del baseball, alla quale poté applicare la bravura coi numeri che già allora lo contraddistingueva: riteneva infatti che fosse più appassionante combinare la matematica al suo sport preferito piuttosto che agli studi scolastici. Una volta cresciuto, lavorò per qualche anno come consulente economico. Poi, dopo essersi licenziato, si mantenne per un periodo come giocatore di poker online.
Tra il 2002 e il 2003 realizzò un sistema per prevedere le performance dei giocatori della Major League americana. Il sistema fu battezzato PECOTA (Player Empirical Comparison and Optimization Test Algorithm, algoritmo empirico per il test di confronto e ottimizzazione del giocatore), acronimo che richiama il nome del giocatore Bill Pecota. L'algoritmo ebbe molto successo nell'ambiente, e fu diffuso attraverso il libro Baseball Prospectus, mentre il sito baseballprospectus.com, tuttora attivo, è il punto di riferimento di molti analisti statistici dello sport.

### FiveThirtyEight

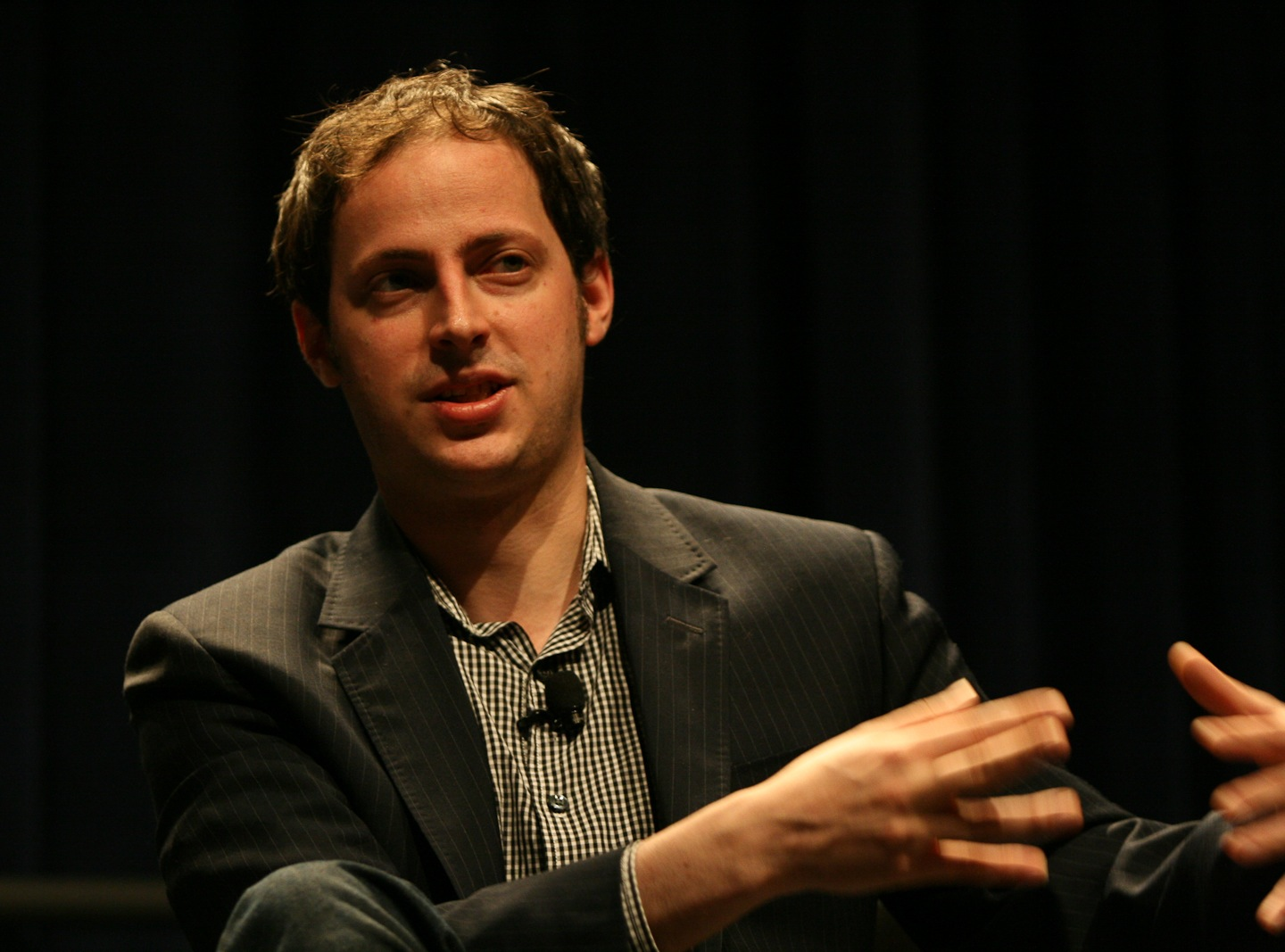
Nate Silver nel 2009

Silver è noto per un altro portale web, FiveThirtyEight, sito dedicato alla statistica elettorale, che prende il nome dal numero dei componenti del collegio elettorale degli Stati Uniti, l'organo che formalmente elegge il presidente americano. Il sito gode di eccellente fama nel campo della previsione dei risultati delle elezioni presidenziali: nel 2008 pronosticò correttamente il vincitore in 49 dei 50 stati; nel 2012 la precisione fu ancora affinata: le anticipazioni di Silver si rivelarono corrette in ogni stato e nel Distretto di Columbia.

## Pubblicazioni
Uno dei saggi di cui Silver è autore, intitolato The Signal and the Noise, è stato tradotto in italiano come Il segnale e il rumore. Tema del libro è la scienza statistica, e la sua applicazione alle varie aree dello scibile.